# Lesko
Lesko là một thị trấn thuộc huyện Leski, tỉnh Podkarpackie ở đông-nam Ba Lan. Thị trấn có diện tích 15 km². Đến ngày 1 tháng 1 năm 2011, dân số của thị trấn là 5700 người và mật độ 372 người/km².